# Canton de la Côte Vermeille
Le canton de la Côte Vermeille est une circonscription électorale française située dans le département des Pyrénées-Orientales et la région Occitanie.

## Histoire
Le canton a été créé par le décret no 73-819 du 16 août 1973 par scission du canton d'Argelès-sur-Mer.
Un nouveau découpage cantonal des Pyrénées-Orientales entre en vigueur à l'occasion des élections départementales de 2015. Il est défini par le décret du 26 février 2014 et modifie le périmètre du canton de la Côte Vermeille. Le canton passe de quatre à sept communes. Le bureau centralisateur est fixé à Argelès-sur-Mer.

## Représentation

### Conseillers généraux de 1973 à 2015
| Période                                  | Période | Identité    | Étiquette | Qualité |
| ---------------------------------------- | ------- | ----------- | --------- | --- |
| 1973                                     | 1985    | Jean Marti  | PS        | Maire de Cerbère (1965-1995)                                                                                 |
| 1985                                     | 1998    | Jean Rède   | RPR       | Hôtelier-restaurateur Maire de Banyuls-sur-Mer (1983-1995 et 2008-2014)                                      |
| 1998                                     | 2015    | Michel Moly | PS        | Professeur de mathématiques Maire de Collioure (1989-2014) 1er vice-président du conseil général (2011-2015) |
| Les données manquantes sont à compléter. |         |             |           | |

### Conseillers départementaux depuis 2015
| Période élective | Période élective | Mandat | Mandat   | Identité          | Nuance | Nuance | Qualité |
| ---------------- | ---------------- | ------ | -------- | ----------------- | ------ | ------ | --- |
| 2015             | 2021             | 2015   | 2021     | Michel Moly       |        | PS     | Professeur de mathématiques retraité 1er vice-président du conseil général puis du conseil départemental depuis 2011 Ancien maire de Collioure (1989-2014) |
| 2015             | 2021             | 2015   | 2021     | Marina Parra-Joly |        | PS     | 2e adjointe au maire d’Argelès-sur-Mer |
| 2021             | 2028             | 2021   | en cours | Grégory Marty     |        | DVD    | Maire de Port-Vendres |
| 2021             | 2028             | 2021   | en cours | Julie Sanz        |        | DVD    | Adjointe au maire d'Argelès-sur-Mer |

### Résultats détaillés

#### Élections de mars 2015
À l'issue du 1er tour des élections départementales de 2015, trois binômes sont en ballottage : Audrey Barba et Philippe Grosbois (FN, 29,24 %), Michel Moly et Marina Parra-Joly (PS, 29,08 %) et France Beltrami et Jean-Pierre Romero (UMP, 26,16 %). Le taux de participation est de 58,02 % (14 449 votants sur 24 903 inscrits) contre 55,72 % au niveau départemental et 50,17 % au niveau national.
Au second tour, Michel Moly et Marina Parra-Joly (PS) sont élus avec 38,8 % des suffrages exprimés et un taux de participation de 62,55 % (5 811 voix pour 15 570 votants et 24 891 inscrits).

#### Élections de juin 2021
Le premier tour des élections départementales de 2021 est marqué par un très faible taux de participation (33,26 % au niveau national). Dans le canton de la Côte Vermeille, ce taux de participation est de 40,83 % (10 274 votants sur 25 160 inscrits) contre 35,53 % au niveau départemental. À l'issue de ce premier tour, deux binômes sont en ballottage : Grégory Marty et Julie Sanz (Union à droite, 43,23 %) et Marie-Claire Deixonne Cesari et Éric Paget-Blanc (RN, 21,09 %).
Le second tour des élections est marqué une nouvelle fois par une abstention massive équivalente au premier tour. Les taux de participation sont de 34,36 % au niveau national, 38,03 % dans le département et 42,44 % dans le canton de la Côte Vermeille. Grégory Marty et Julie Sanz (Union à droite) sont élus avec 71,56 % des suffrages exprimés (6 991 voix pour 10 679 votants et 25 162 inscrits),,.

### Résultats électoraux
- 1973 : les élections cantonales de 1973 ont eu lieu le dimanche 23 septembre 1973.
  - 1er tour : 58,66 % pour Jean Marti (PS) ; -,- % pour Maurice Ramond (DVD) ; -,- % pour Philippe Albert (PCF) ; abstention : -,- %.

- 1979 : les élections cantonales de 1979 ont eu lieu les dimanches 18 et 25 mars 1979.
  - 1er tour : 33,64 % pour Jean Marti (PS) ; 33,06 % pour Jean-Jacques Vila (UDF) ; 16,94 % pour Jean Rède (RPR) ; 16,36 % pour Georges Malé (PCF) ; abstention : 30,63 %.
  - 2e tour : 61,15 % pour Jean Marti (PS) ; 38,85 % pour Jean Rède (RPR) ; abstention : -,- %.

- 1985 : les élections cantonales de 1985 ont eu lieu les dimanches 10 et 17 mars 1985.
  - 1er tour : 30,34 % pour Jean Rède (RPR) ; 25,75 % pour Jean-Jacques Vila (UDF) ; 25,10 % pour Jean Marti (PS) ; 8,87 % pour Denis Puitg (FN) ; 8,00 % pour Guy Travé (PCF) ; abstention : 26,19 %.
  - 2e tour : 55,97 % pour Jean Rède (RPR) ; 44,03 % pour Jean Marti (PS) ; abstention : -,- %.

- 1992 : les élections cantonales de 1992 ont eu lieu les dimanches 22 et 29 mars 1992.
  - 1er tour : 30,66 % pour Jean Rède (RPR) ; 24,53 % pour Michel Moly (PS) ; 19,04 % pour Jean-Jacques Vila (UDF) ; 8,12 % pour Gérard Monterrat (FN) ; 6,67 % pour Pierre Homs (PCF) ; 6,44 % pour Jean-Michel Parcé (GE) ; abstention : 26,18 %.
  - 2e tour : 52,55 % pour Jean Rède (RPR) ; 47,45 % pour Michel Moly (PS) ; abstention : 29,59 %.

- 1998 : les élections cantonales de 1998 ont eu lieu les dimanches 15 et 22 mars 1998.
  - 1er tour : -,- % pour Michel Moly (PS) ; -,- % pour Jean Rède (RPR) ; -,- % pour Marcelaud (FN) ; -,- % pour Mérieux (PCF) ; abstention : -,- %.
  - 2e tour : -,- % pour Michel Moly (PS) ; -,- % pour Jean Rède (RPR) ; abstention : -,- %.

- 2004 : les élections cantonales de 2004 ont eu lieu les dimanches 21 et 28 mars 2004.
  - 1er tour : 47,72 % pour Michel Moly (PS) ; 19,93 % pour Louise Vila (UMP) ; 10,66 % pour Roland Lenglet (FN) ; 9,48 % pour André Lopez (DVD) ; abstention : 31,11 %.
  - 2e tour : 69,62 % pour Michel Moly (PS) ; 30,38 % pour Louise Vila (UMP) ; abstention : 28,04 %.

- 2015 : À l'issue du 1er tour des élections départementales de 2015, trois binômes sont en ballottage : Audrey Barba et Philippe Grosbois (FN, 29,24 %), Michel Moly et Marina Parra-Joly (PS, 29,08 %) et France Beltrami et Jean-Pierre Romero (UMP, 26,16 %). Le taux de participation est de 58,02 % (14 449 votants sur 24 903 inscrits)[5] contre 55,72 % au niveau départemental[6] et 50,17 % au niveau national[7].

Au second tour, Michel Moly et Marina Parra-Joly (PS) sont élus avec 38,8 % des suffrages exprimés et un taux de participation de 62,55 % (5 811 voix pour 15 570 votants et 24 891 inscrits).

## Composition

### Composition avant 2015
Le canton de la Côte Vermeille regroupait quatre communes de 1973 à 2015.
| Nom                      | Code Insee | Codepostal | Superficie (km2) | Population (dernière pop. légale) | Densité (hab./km2) |
| ------------------------ | ---------- | ---------- | ---------------- | --------------------------------- | ------------------ |
| Port-Vendres (chef-lieu) | 66148      | 66660      | 14,77            | 4 227 (2012)                      | 286                |
| Banyuls-sur-Mer          | 66016      | 66650      | 42,43            | 4 652 (2012)                      | 110                |
| Cerbère                  | 66048      | 66290      | 8,18             | 1 370 (2012)                      | 167                |
| Collioure                | 66053      | 66190      | 13,02            | 3 082 (2012)                      | 237                |

### Composition depuis 2015
Le nouveau canton comprend sept communes entières.
| Nom                                     | Code Insee | Intercommunalité                                       | Superficie (km2) | Population (dernière pop. légale) | Densité (hab./km2) | Modifier                                    |
| --------------------------------------- | ---------- | ------------------------------------------------------ | ---------------- | --------------------------------- | ------------------ | ------------------------------------------- |
| Argelès-sur-Mer (bureau centralisateur) | 66008      | CC des Albères, de la Côte Vermeille et de l'Illibéris | 58,67            | 10 779 (2022)                     | 184                | modifier les données · modifier les données |
| Banyuls-sur-Mer                         | 66016      | CC des Albères, de la Côte Vermeille et de l'Illibéris | 42,43            | 4 583 (2022)                      | 108                | modifier les données · modifier les données |
| Cerbère                                 | 66048      | CC des Albères, de la Côte Vermeille et de l'Illibéris | 8,18             | 1 213 (2022)                      | 148                | modifier les données · modifier les données |
| Collioure                               | 66053      | CC des Albères, de la Côte Vermeille et de l'Illibéris | 13,02            | 2 637 (2022)                      | 203                | modifier les données · modifier les données |
| Palau-del-Vidre                         | 66133      | CC des Albères, de la Côte Vermeille et de l'Illibéris | 10,41            | 3 232 (2022)                      | 310                | modifier les données · modifier les données |
| Port-Vendres                            | 66148      | CC des Albères, de la Côte Vermeille et de l'Illibéris | 14,77            | 3 976 (2022)                      | 269                | modifier les données · modifier les données |
| Saint-André                             | 66168      | CC des Albères, de la Côte Vermeille et de l'Illibéris | 9,73             | 3 395 (2022)                      | 349                | modifier les données · modifier les données |
| Canton de la Côte Vermeille             | 6605       |                                                        | 157,21           | 29 815 (2022)                     | 190                | modifier les données                        |

## Démographie

### Démographie avant 2015
| 1962   | 1968   | 1975   | 1982   | 1990   | 1999   | 2006   | 2011   |
| ------ | ------ | ------ | ------ | ------ | ------ | ------ | ------ |
| 13 865 | 14 730 | 14 069 | 13 507 | 14 219 | 14 663 | 13 598 | 13 319 |

### Démographie depuis 2015
En 2022, le canton comptait 29 815 habitants, en évolution de −0,35 % par rapport à 2016 (Pyrénées-Orientales : +3,92 %, France hors Mayotte : +2,11 %).
| 2013   | 2018   | 2022   |
| ------ | ------ | ------ |
| 29 685 | 29 499 | 29 815 |